# カルロス・エドゥアルド・ベンディニ・ジュスティ
エドゥアルド（Eduardo）ことカルロス・エドゥアルド・ベンディニ・ジュスティ（Carlos Eduardo Bendini Giusti、1993年4月27日 - ）は、ブラジル・サンタカタリーナ州ガスパール出身のプロサッカー選手。Jリーグ・V・ファーレン長崎所属。ポジションはディフェンダー（センターバック、サイドバック）、ミッドフィールダー（ディフェンシブハーフ）。
ガイナーレ鳥取、栃木SC所属時およびブラジル代表での登録名はドゥドゥ。柏レイソル移籍以降は同名選手との重複を避けるためエドゥアルドを登録名としている。

## 経歴

### クラブ

#### ブラジル時代
8歳の時からCAトゥピの下部組織に所属。同クラブでの活躍が評価されてCAメトロポリターノに移り、2010年からはサンパウロ州のリオ・クラロFCでプレーした。メトロポリターノに復帰した2011年、17歳でプロデビューを果たした。

#### オーストリア時代
2012年8月、オーストリア・ブンデスリーガ2部のFCルステナウ07へ期限付き移籍。翌年1月、同じオーストリア2部のSCアウストリア・ルステナウへ再び期限付き移籍した。

#### ガイナーレ鳥取
2013年7月、J2・ガイナーレ鳥取へ期限付き移籍。前田浩二監督によりセンターバック、左サイドバック、ボランチなど様々なポジションで起用され、リーグ戦15試合に出場したが、シーズン終了後に退団が発表された。

#### 栃木SC
2014年1月、J2・栃木SCへ期限付き移籍。第1節ジェフユナイテッド千葉戦からセンターバックのレギュラーを務め、リーグ戦19試合に出場した。

#### 柏レイソル
2014年8月、J1・柏レイソルへ期限付き移籍。同じ『ドゥドゥ』という登録名の選手（ルイス・エドゥアルド・ドス・サントス・ゴンザガ）が既に在籍していたため、登録名を『エドゥアルド』に変更した。加入発表から4日後の第20節ヴィッセル神戸戦に先発出場し、前半アディショナルタイムに移籍後初得点を挙げた。
翌年は近藤直也、増嶋竜也の負傷もあってセンターバックのレギュラーに定着し、リーグ戦29試合に出場。AFCチャンピオンズリーグ2015では、消化試合となったグループリーグ第6節ベカメックス・ビンズオン戦を除く全9試合にフル出場し、ベスト8進出に貢献した。

#### 川崎フロンターレ
2016年2月、J1・川崎フロンターレへ期限付き移籍。開幕直後の移籍となったが川崎でも主力として活躍した。2017年から完全移籍。

#### 松本山雅FC
2019年1月、J1・松本山雅FCへ完全移籍。

#### サガン鳥栖
2019年12月、J1・サガン鳥栖へ完全移籍。2020シーズンは、リーグ戦21試合に出場し守備の要としてラインを統率。佐賀新聞社がサポーター投票をもとに選ぶ年間MVPに選出される活躍を見せた。
2021シーズンは、チームキャプテンに任命された。

#### 横浜F・マリノス
2022年2月2日、鳥栖との契約延長が発表され、エドゥアルドも鳥栖のキャンプに参加していたが、主力のチアゴ・マルチンスが移籍する事が決定的となり代わりを探していた横浜F・マリノスへの完全移籍が発表された。シーズン序盤はビルドアップからのミスが散見され苦戦を強いられたが、7月の中断期間を経て先発に定着。チームのJ1リーグ優勝に貢献し、自身も2年連続で優秀選手賞に選出された。
2023シーズンは、水沼宏太、小池龍太と共にチームの副キャプテンに就任。シーズン序盤は角田涼太朗の台頭により控えに回ったが、角田が負傷離脱して以降は先発に復帰。チームは惜しくもリーグ連覇を逃し2位に終わったが、自身は3年連続となる優秀選手賞を受賞した。

#### V・ファーレン長崎
2025年1月8日、J2・V・ファーレン長崎への完全移籍が発表された。

### 代表
2014年11月、U-21ブラジル代表へ初招集され、中国の武漢市で開催された国際親善大会に参加した。

## 個人成績
| 国内大会個人成績 | 国内大会個人成績 | 国内大会個人成績 | 国内大会個人成績 | 国内大会個人成績 | 国内大会個人成績 | 国内大会個人成績 | 国内大会個人成績 | 国内大会個人成績 | 国内大会個人成績 | 国内大会個人成績 | 国内大会個人成績 |
| 年度             | クラブ           | 背番号           | リーグ           | リーグ戦         | リーグ戦         | リーグ杯         | リーグ杯         | オープン杯       | オープン杯       | 期間通算         | 期間通算         |
| 年度             | クラブ           | 背番号           | リーグ           | 出場             | 得点             | 出場             | 得点             | 出場             | 得点             | 出場             | 得点             |
| ブラジル         | ブラジル         | ブラジル         | ブラジル         | リーグ戦         | リーグ戦         | ブラジル杯       | ブラジル杯       | オープン杯       | オープン杯       | 期間通算         | 期間通算         |
| ---------------- | ---------------- | ---------------- | ---------------- | ---------------- | ---------------- | ---------------- | ---------------- | ---------------- | ---------------- | ---------------- | ---------------- |
| 2011             | メトロポリターノ |                  | セリエD          | 1                | 0                | -                | -                | -                | -                | 1                | 0                |
| 2012             | メトロポリターノ | 0                | セリエD          | 0                | -                | -                | -                | -                | 0                | 0                |                  |
| オーストリア     | オーストリア     | オーストリア     | オーストリア     | リーグ戦         | リーグ戦         | リーグ杯         | リーグ杯         | オーストリア杯   | オーストリア杯   | 期間通算         | 期間通算         |
| 2012-13          | FCルステナウ07   | 5                | ツヴァイテリーガ | 12               | 2                | -                | -                | 2                | 0                | 14               | 2                |
| 2012-13          | SCアウストリア   | 2                | ツヴァイテリーガ | 10               | 0                | -                | -                | -                | -                | 10               | 0                |
| 日本             | 日本             | 日本             | 日本             | リーグ戦         | リーグ戦         | リーグ杯         | リーグ杯         | 天皇杯           | 天皇杯           | 期間通算         | 期間通算         |
| 2013             | 鳥取             | 6                | J2               | 15               | 2                | -                | -                | 0                | 0                | 15               | 2                |
| 2014             | 栃木             | 22               | J2               | 19               | 2                | -                | -                | 0                | 0                | 19               | 2                |
| 2014             | 柏               | 24               | J1               | 6                | 1                | 3                | 1                | 0                | 0                | 9                | 2                |
| 2015             | 柏               | 13               | J1               | 29               | 2                | 1                | 0                | 3                | 0                | 33               | 2                |
| 2016             | 柏               | 13               | J1               | 0                | 0                | -                | -                | -                | -                | 0                | 0                |
| 2016             | 川崎             | 23               | J1               | 25               | 0                | 5                | 0                | 5                | 2                | 35               | 2                |
| 2017             | 川崎             | 23               | J1               | 14               | 0                | 3                | 0                | 2                | 1                | 19               | 1                |
| 2018             | 川崎             | 23               | J1               | 3                | 1                | 0                | 0                | 1                | 0                | 4                | 1                |
| 2019             | 松本             | 15               | J1               | 7                | 0                | 4                | 1                | 0                | 0                | 11               | 1                |
| 2020             | 鳥栖             | 3                | J1               | 21               | 0                | 1                | 0                | -                | -                | 22               | 0                |
| 2021             | 鳥栖             | 3                | J1               | 36               | 3                | 0                | 0                | 3                | 0                | 39               | 3                |
| 2022             | 横浜FM           | 5                | J1               | 23               | 1                | 0                | 0                | 1                | 0                | 24               | 1                |
| 2023             | 横浜FM           | 5                | J1               | 26               | 0                | 7                | 0                | 1                | 1                | 34               | 1                |
| 2024             | 横浜FM           | 5                | J1               | 28               | 2                | 1                | 0                | 3                | 0                | 32               | 1                |
| 2025             | 長崎             | 4                | J2               |                  |                  |                  |                  |                  |                  |                  |                  |
| 通算             | ブラジル         | ブラジル         | セリエD          | 1                | 0                | -                | -                | -                | -                | 1                | 0                |
| 通算             | オーストリア     | オーストリア     | 2部              | 22               | 2                | -                | -                | 2                | 0                | 24               | 2                |
| 通算             | 日本             | 日本             | J1               | 218              | 10               | 25               | 2                | 19               | 4                | 262              | 15               |
| 通算             | 日本             | 日本             | J2               | 34               | 4                | -                | -                | 0                | 0                | 34               | 4                |
| 総通算           | 総通算           | 総通算           | 総通算           | 275              | 16               | 25               | 2                | 21               | 4                | 321              | 21               |

- 2016年
  - Jリーグチャンピオンシップ 1試合0得点
- 2018年
  - XEROX SUPER CUP 1試合0得点

| 国際大会個人成績 | 国際大会個人成績 | 国際大会個人成績 | 国際大会個人成績 | 国際大会個人成績 |
| 年度             | クラブ           | 背番号           | 出場             | 得点             |
| AFC              | AFC              | AFC              | ACL              | ACL              |
| ---------------- | ---------------- | ---------------- | ---------------- | ---------------- |
| 2015             | 柏               | 13               | 9                | 1                |
| 2017             | 川崎             | 23               | 1                | 0                |
| 2018             | 川崎             | 23               | 3                | 0                |
| 2022             | 横浜FM           | 5                | 2                | 0                |
| 2023-24          | 横浜FM           | 5                | 10               | 0                |
| 2024-25          | 横浜FM           | 5                | 5                | 0                |
| 通算             | AFC              | AFC              | 30               | 1                |

### 出場歴
- Jリーグ初出場 - 2013年7月27日 J2第26節 vsコンサドーレ札幌 (札幌ドーム)
- Jリーグ初得点 - 2013年9月15日 J2第33節 vs愛媛FC (とりぎんバードスタジアム)

## 代表歴

### 出場大会
- U-21ブラジル代表
  - 2014年 - Wuhan International Youth Football Tournament 2014

## タイトル

### クラブ
川崎フロンターレ
- J1リーグ：2回（2017年、2018年）

横浜F・マリノス
- J1リーグ：1回（2022年）
- FUJIFILM SUPER CUP ：1回（2023年）